# Paolo Bossini
Paolo Bossini (né le 29 juin 1985 à Villa Carcina, dans la province de Brescia, en Lombardie) est un nageur italien, spécialiste de la brasse.

## Biographie
En 2004, Paolo Bossini est champion d'Europe (bassins de 25 et 50 m) de l'épreuve du 200 m brasse. Dans cette discipline, il termine à la 4e place lors de la finale des Jeux olympiques de 2004 et de celle des Championnats du monde de 2007. 

## Palmarès

### Championnats d'Europe de natation
- Championnats d'Europe de natation 2004 à Madrid  Espagne
  -  médaille d'or de l'épreuve du 200 m brasse (Temps : 2 min 11 s 73)
- Championnats d'Europe de natation 2006 à Budapest  Hongrie
  -  médaille d'argent de l'épreuve du 200 m brasse (Temps : 2 min 12 s 35)

### Championnats d'Europe de natation en petit bassin
- Championnats d'Europe de natation en petit bassin 2004 à Vienne  Autriche
  -  médaille d'or de l'épreuve du 200 m brasse (Temps : 2 min 07 s 29)
- Championnats d'Europe de natation en petit bassin 2005 à Trieste  Italie
  -  médaille de bronze de l'épreuve du 200 m brasse (Temps : 2 min 07 s 70)
- Championnats d'Europe de natation en petit bassin 2006 à Helsinki  Finlande
  -  médaille de bronze de l'épreuve du 200 m brasse (Temps : 2 min 07 s 13)